# Troglodytes musculus
Troglodytes musculus (Naumann, 1823), conhecida popularmente como corruíra, carruíra, garrincha, cutipuruí, cambaxirra, carriça, garriça, carricinha, garricha ou rouxinol é uma diminuta ave da família dos Troglodytidae. Povoa grande parte da América, desde o México até o sul da Argentina e do Chile. Está presente em todo o Brasil.

## Etimologia
"Corruíra" provém do tupi kuru'ira. "Cutipuruí" provém do tupi kutipuru'i. "Cambaxirra" vem dos termos tupis kã'bá, "negro" e xi'i, "andorinha".

## Taxonomia e ocorrência
Pertence à ordem dos Passeriformes, família Troglodytidae. A taxonomia definitiva da Troglodytes musculus ainda é controversa. Foi descrita pela primeira vez na Bahia, por Johann Friedrich Naumann, em 1823, mas a espécie foi fundida por Paynter em 1956 ao grupo da Troglodytes aedon (Vieillot, 1809), onde permaneceu até recentemente. Em 1996 Brumfield & Capparella realizaram estudos baseados na diferenciação de isoenzimas e vocalizações, com o resultado de considerarem as distinções suficientes para uma categorização da T. musculus novamente como espécie, ficando a T. aedon restrita à América do Norte e México, e passando a região ao sul do México para o domínio da T. musculus. Com base nisso, a Resolução Nº 64 do Comitê Brasileiro de Registros Ornitológicos ordenou a exclusão da T. aedon da lista principal de aves brasileiras, onde antes estava, passando a ser considerada extraterritorial, incluindo em seu lugar a T. musculus. Entretanto, em 1998 Johnson não reconheceu a divisão das espécies, e tampouco a IUCN e o ITIS reconhecem a existência da T. musculus, aceitando apenas a T. aedon. O ITIS, porém, indica como ocorrência da T. aedon apenas a América do Norte.
Outras instituições, como a Commission internationale pour les noms français des oiseaux, a Universidade Francisco Marroquín da Guatemala, o European Bioinformatics Institute, o Swiss Institute of Bioinformatics, o Protein Information Resource, o Mount Desert Island Biological Laboratory e a Fepam, e praticamente todos os pesquisadores brasileiros consultados, tais como Figueiredo (2003), Develey & Endrigo (2004), Pereira & Bencke (2008), Sepini (2010) e Montanhini (2010). por sua vez, reconhecem a T. musculus como uma espécie independente. Santiago (2007) descreveu o pássaro como o nome Troglodytes (aedon) musculus.
Para tornar a questão ainda mais complexa, o Avibase indica a T. musculus como uma subespécie - em sensu lato - de Troglodytes aedon, dá como sinônimos os nomes T. cobbi e T. beani, e elenca para a T. musculus uma série de subespécies, mas as apresenta em ambas as formas T. aedon ou T. musculus + (nome da subespécie). Adotando aqui a segunda forma, são elas: T. musculus musculus, T. musculus albicans, T. musculus intermedius, T. musculus inquietus, T. musculus carychrous, T. musculus atopus, T. musculus striatulus, T. musculus columbae, T. musculus tobagensis, T. musculus audax, T. musculus carabayae, T. musculus tecellatus, T. musculus atacamensis, T. musculus bonariae, T. musculus chilensis, T. musculus pallidipes, T. musculus effutitus, T. musculus rex, T. musculus peninsularis e T. musculus clarus

## Morfologia

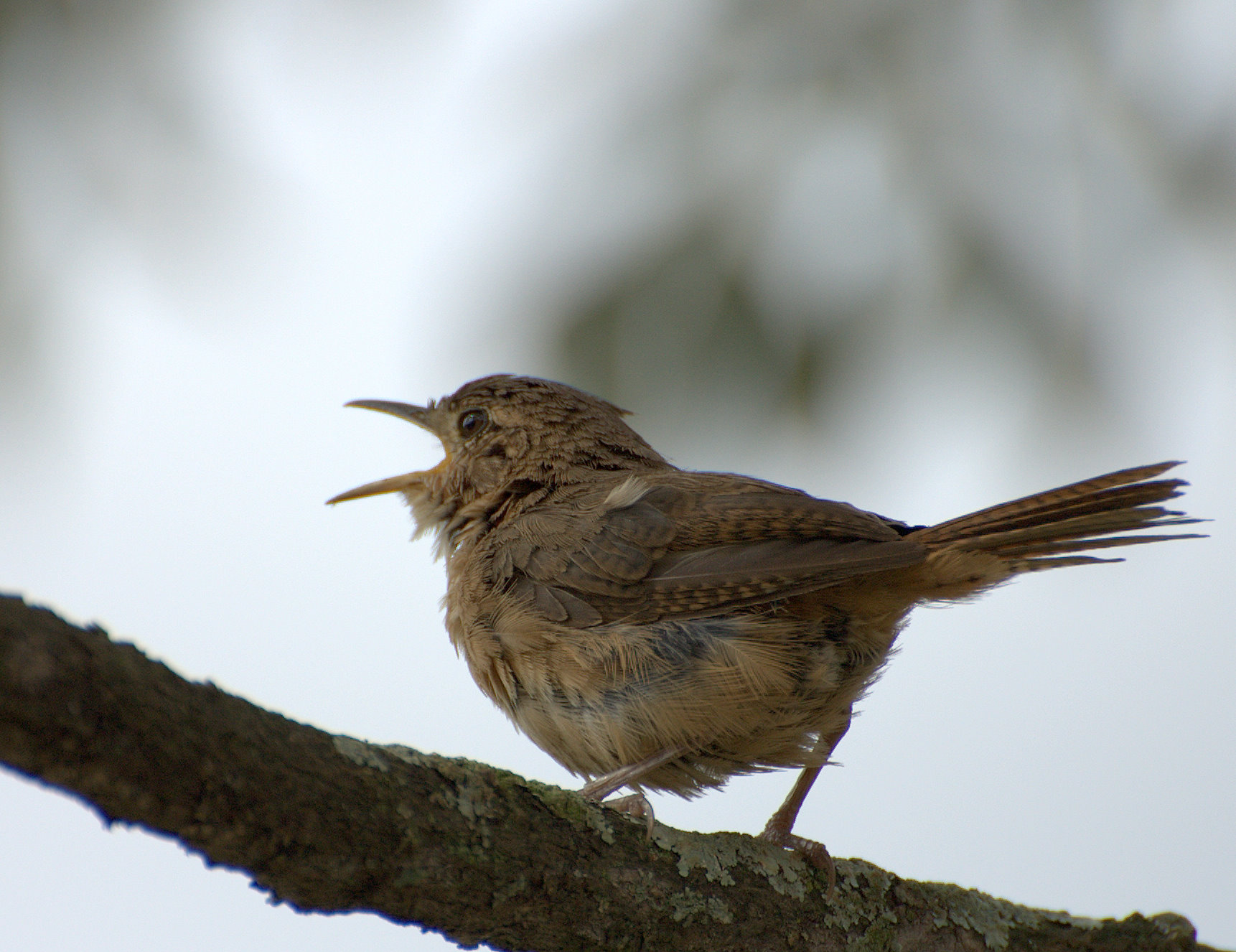
Um exemplar cantando

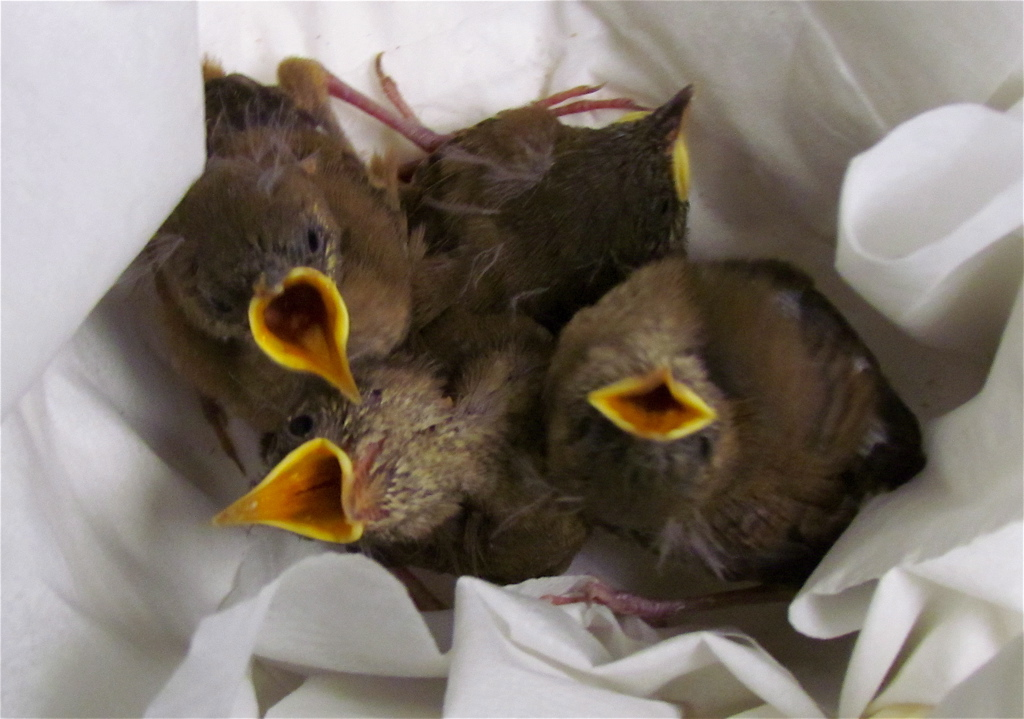
Filhotes

É uma ave pequena com 11 a 13 cm de comprimento, pesa 12 g, e sua plumagem possuir uma cor marrom ferruginosa com raias escuras nas asas e cauda, com o ventre um pouco mais claro e patas curtas e rosadas. O olho exibe um fino contorno claro. O bico é fino e direito, levemente curvo na extremidade. Não há dimorfismo sexual mas as subespécies podem variar bastante na coloração das penas, havendo algumas com o dorso com tons de verde e o ventre branco ou cinza.

## Ecologia e biologia
A espécie tem uma larga distribuição mas as populações não são densas em parte alguma. Prefere os bosques semiabertos, mas penetrou com sucesso nas zonas urbanas arborizadas. Ainda não foi bem estudada, desconhecendo-se muitos de seus hábitos. Tem um canto melodioso, ouvido principalmente no início da manhã, mas emite outras vocalizações, principalmente um chilreado rouco e baixo. É uma ave muito ativa e inconspícua que está constantemente embrenhada em moitas, pedreiras e desvãos sombreados, saltitando com delicadeza entre os ramos ou escalando superfícies verticais à procura de seus alimentos, basicamente insetos, mas pode predar pequenos vertebrados como lagartixas, e atacar ninhos em busca de ovos, inclusive de aves maiores do que ela, como o sabiá e a codorna. Como é uma ave muito territorial, aparentemente o ataque a ovos pretende impedir a fixação de intrusos na sua área e não tem fim alimentar.
Os ninhos são em geral elaborados com gravetos, folhas, raízes, sementes e uma variedade de outros materiais, inclusive alguns produzidos pelo homem, como tecidos, pregos, papéis e plásticos. O interior é revestido de materiais macios, como pelos, penas e cabelos, inclusive humanos. Podem ser usadas cavidades naturais como fendas em rochas e troncos, e no interior de estruturas e objetos construídos pelo homem, como telhados, latas, canos e caixas, já tendo sido encontrados ninhos em locais inesperados como sapatos velhos, caixas de relógio, lustres, tratores, caixas de música e telefones públicos. O casal divide as tarefas de construção do ninho, que pode levar quase um mês para ser terminado, onde a fêmea põe e choca de três a seis ovos de cor vermelho-claro, salpicados de vermelho-escuro e manchas cinzentas. Os filhotes nascem após cerca de duas semanas, cegos e implumes. Ambos os pais se revezam no cuidado das crias. Nos primeiros três dias de vida dos filhotes erguem a cauda e defecam diretamente no bico dos pais, que engolem seus excrementos, mas depois são removidos para fora do ninho, embora ocasionalmente sejam também consumidos. Em cerca de um mês a ninhada é capaz de voar, mas por alguns dias ainda é alimentada pelos pais.
Os casais são vistos frequentemente em exibições, ambos vibrando suas asas. O macho emite seu canto com vigor com o bico apontado para cima, enquanto a fêmea emite um chilreado baixo. Só o macho canta. Às vezes um par é visto em combate enquanto um outro indivíduo permanece à parte cantando e agitando as asas.